# 山口県道263号小串停車場線
山口県道263号小串停車場線（やまぐちけんどう263ごう こぐしていしゃじょうせん）は、山口県下関市を通る一般県道である。

## 概要
JR西日本山陰本線 小串駅から国道191号に至る。

### 路線データ
- 起点：下関市豊浦町大字小串（JR西日本山陰本線 小串駅前）
- 終点：下関市豊浦町大字小串（国道191号交点）

## 路線状況

### 道路施設

#### 橋梁
- 稲荷橋（稲荷川、下関市）

## 地理

### 通過する自治体
- 山口県
  - 下関市

### 交差する道路
| 交差する道路 | 交差する場所   | 交差する場所 |
| ------------ | -------------- | ------------ |
| 国道191号    | 豊浦町大字小串 | 終点         |

### 交差する鉄道
- 山陰本線

### 沿線
- JR西日本山陰本線 小串駅
- 下関市立豊浦病院
- 小串警察署
- 山口県立響高等学校 - 元山口県立下関西高等学校響分校（1980年（昭和55年）独立）
- 豊浦郵便局
- 下関市役所 小串支所
- 小串海水浴場
- 大吼谷蝙蝠洞（おおごうやこうもりどう）
- 下関市立小串小学校